# Raimundo Amora Maciel
Raimundo Amora Maciel (Redenção (Ceará), 13 de outubro de 1895 - Rio de Janeiro, 23 de abril de 1978), foi um advogado, escritor e poeta brasileiro.

## Biografia
Filho de Manuel Barbosa Maciel e Isabel Amora Maciel. Cursou o Instituto de Humanidades e o Liceu do Ceará. Bacharel pela Faculdade de Direito do Ceará (1924) exerceu altos cargos na Fazenda Nacional e no Tribunal de Contas da União (TCU).  Foi poeta, com predileção pela trova, contista e romancista. Recebeu menção honrosa da Academia Brasileira de Letras pelo seu romance Imbés.
Foi membro da Academia Brasileira de Trovas. Ingressou na Academia Cearense de Letras no dia 21 de maio de 1930 por ocasião da segunda reorganização, ocupando a cadeira número 2, cujo patrono era Agapito dos Santos. Transferiu-se para o Rio de Janeiro, passando para a categoria de sócio correspondente do sodalício. Usou o pseudônimo de João Pacatuba. Casou com a pintora Sinhá D'Amora.

## Obras
Publicou as seguintes obras: 
- Pseudo-reação republicana e jecatatutismo dos papalvos, 1922;
- Cantigas de Pan: trovas, 1936; 2 ed.1976; 3 ed. 1995;
- O modelo e a sua influência na arte, 1939;
- Safra do meio dia (contos), 1956;
- Sol sobre vidraça: poemas e trovas, 1956;
- Tição, (contos), 1966;
- A marca dos passos..., (contos), 1975.